# Carolina España
Carolina España Reina, née le 24 août 1969, est une femme politique espagnole membre du Parti populaire (PP).
Elle est élue députée de la circonscription de Malaga lors des élections générales de novembre 2011.

## Biographie

### Vie privée
Elle est divorcée et mère d'un fils.

### Études
Elle est titulaire d'une licence en sciences économiques et entrepreneuriales.

### Adjointe au maire de Malaga
Elle est élue conseillère municipale de Malaga lors des élections municipales de juin 1999 sur les listes de Celia Villalobos. Une fois que cette dernière est réinvestie maire de la capitale provinciale, España est nommée adjointe au maire chargée du domaine de l'Environnement. Elle conserve ses fonctions lorsque Francisco de la Torre Prados prend les rênes de la mairie, élu à la suite de la démission de Villalobos nommée ministre de la Santé dans le deuxième gouvernement de José María Aznar en avril 2000.
Après les élections municipales de mai 2003 qui voient le maire sortant remporter la victoire et la majorité absolue des sièges au conseil municipal, España est promu conseillère aux Finances et aux Personnels. En juin 2007, elle obtient de nouvelles compétences en étant désignée porte-parole de l'équipe de gouvernement municipal. Elle assoit véritablement son pouvoir à la suite des élections locales de mai 2011, en étant nommée première adjointe et en ajoutant le domaine du Tourisme à son champ de compétences. Elle devient ainsi le bras droit de De la Torre Prados et est même présentée comme son possible successeur.

### Députée nationale
Après avoir témoigné, auprès de la direction provinciale présidée par Elías Bendodo, de son envie d'être candidate lors des élections au Parlement d'Andalousie ou lors des élections générales, elle est investie en quatrième position sur la liste conduite par Villalobos dans la circonscription de Malaga à l'occasion des législatives de novembre 2011,. Elle est élue avec cinq autres de ses collègues après que la liste a remporté 49,7 % des suffrages exprimés. Au Congrès des députés, elle siège à la commission des Budgets et à celle de l'Emploi et de la Sécurité sociale. Elle est, en outre, porte-parole à la commission du Suivi et de l'Évaluation des accords du pacte de Tolède. Elle abandonne ses fonctions municipales, le 26 janvier 2012, après le vote du budget de la ville pour se consacrer pleinement à son mandat parlementaire et se dit « satisfaite » de l'action qu'elle a mené,.
Lors des élections générales de décembre 2015, elle est remontée à la troisième place sur la liste conduite par le maire d'Estepona, José María García Urbano, et conserve son mandat au palais des Cortes après que le PP a remporté quatre des onze sièges en jeu. Elle conserve ses fonctions à la commission du pacte de Tolède.
Après le refus de García Urbano de conduire une nouvelle fois la liste pour le scrutin anticipé de juin 2016, España est directement investie tête de liste par la direction régionale de Juan Manuel Moreno, face à Villalobos qui manœuvrait pour occuper ce poste. Cette dernière est, en revanche, investie en deuxième position contre le critère de Moreno qui lui préférait le maire de Malaga, Francisco de la Torre. Durant la campagne électorale, elle bénéficie du soutien du chanteur Julio Iglesias. Sa liste remporte 256 033 voix (34,37 %) et quatre sièges. Réélue à la chambre basse des Cortes, elle devient porte-parole à la commission de l'Emploi et de la Sécurité sociale et membre de la commission des Budgets. Elle est, en outre, membre suppléante de la députation permanente.